# Девушка спешит на свидание
«Девушка спешит на свидание» — советский художественный полнометражный чёрно-белый фильм, поставленный Михаилом Вернером и режиссёром-дебютантом Сергеем Сиделёвым. Премьера состоялась 23 августа 1936 года.

В 1987 году фильм был полностью переозвучен, о чём сообщает титр в конце картины.

## Сюжет
Москва, середина 1930-х годов. Скромный интеллигентный профессор Леонид Сергеевич Фёдоров и старый ловелас, хитрый и предприимчивый служащий-обувщик «Москооппромсоюза» (в другом эпизоде фильма название организации звучит уже как «Москусткожремобувь») Николай Николаевич Гуров, оставив своих жён в Москве, отправляются на курорт в Ессентуки. Они не знакомы друг с другом, но общее у них то, что оба забыли дома паспорта, и жёны идут на почту, чтобы их выслать. Девушка-экспедитор в почтовом отделении, оформляя бандероли, одновременно договаривалась по телефону о свидании и перепутала конверты. В результате Гуров получил паспорт профессора Фёдорова, а профессор — обувщика. После массы комедийных недоразумений всё разъясняется с приездом на курорт жён потерпевших.

## В ролях
| Актёр                | Роль                                        |
| -------------------- | ------------------------------------------- |
| Борис Петкер         | профессор Фёдоров                           |
| Михаил Ростовцев     | Гуров                                       |
| Мария Барабанова     | девушка-экспедитор на почте                 |
| Вера Стрешнева       | жена Гурова                                 |
| Евгения Плюто        | Вера Николаевна, жена Фёдорова              |
| Александр Бениаминов | телеграфист                                 |
| Андрей Костричкин    | портье                                      |
| Иона Бий-Бродский    | санитар                                     |
| Михаил Розанов       | чистильщик сапог                            |
| Арнольд Арнольд      | эпизод                                      |
| Евгения Голынчик     | работница почты                             |
| Степан Каюков        | провожающий, сослуживец Фёдорова            |
| Георгий Георгиу      | влюблённый                                  |
| Елена Волынцева      | работница почты в Ессентуках (нет в титрах) |
| Эрна Машкевич        | девушка Мария Зверькова                     |
| Пётр Гофман          | эпизод                                      |
| Андрей Апсолон       | эпизод                                      |
| Ирина Мурзаева       | Самодоева (нет в титрах)                    |

## Съёмочная группа
- Автор сценария — А. Зорич
- Режиссёр — Михаил Вернер, Сергей Сиделёв (сорежиссёр)
- Ассистент — И. Щипанов
- Оператор — Андрей Булинский[4]
- Художник — Семён Мандель[5]
- Композитор — Исаак Дунаевский
- Автор текстов песен — Василий Лебедев-Кумач
- Директор производства — Е. Лаганский

## Места съёмок
На курорте: Ессентуки, Кисловодск.

## Галерея

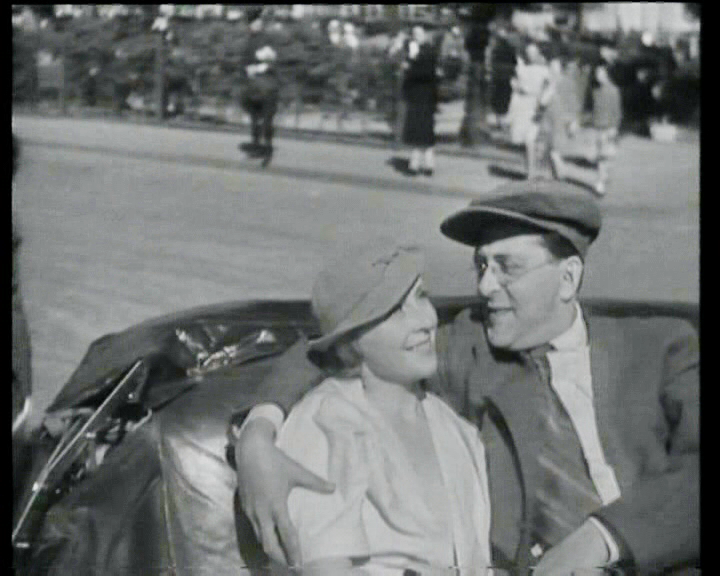
Профессор Фёдоров с женой
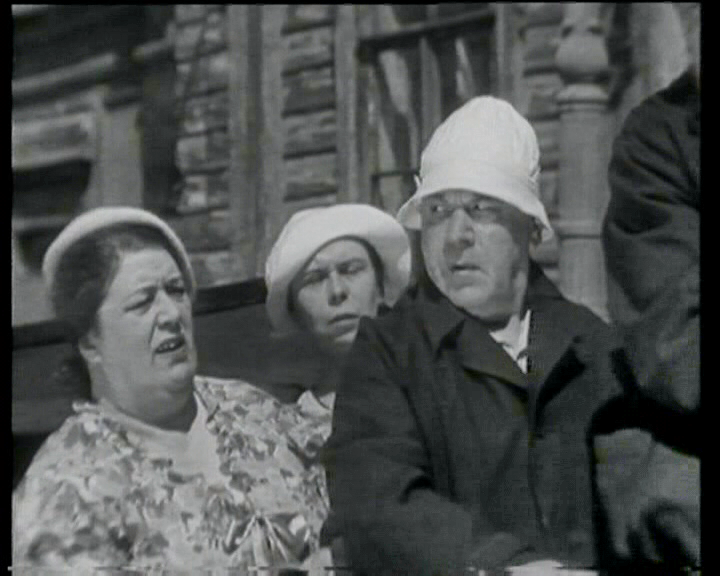
Гуров с женой (слева)
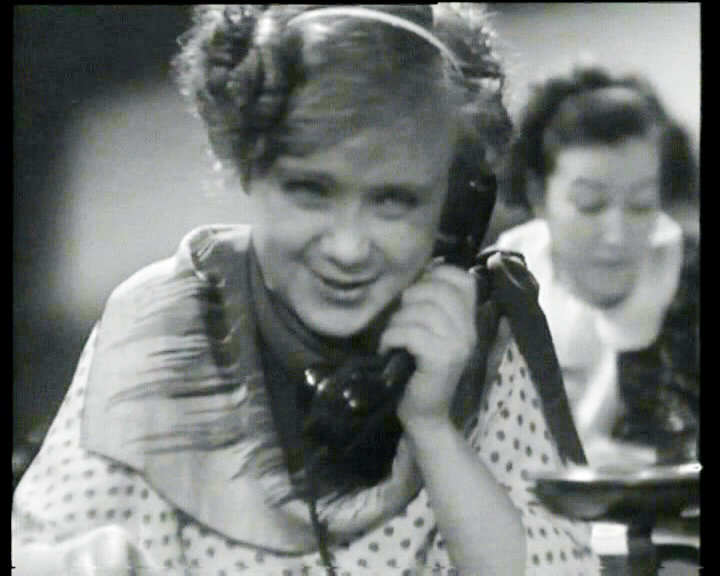
Девушка, которая спешит на свидание
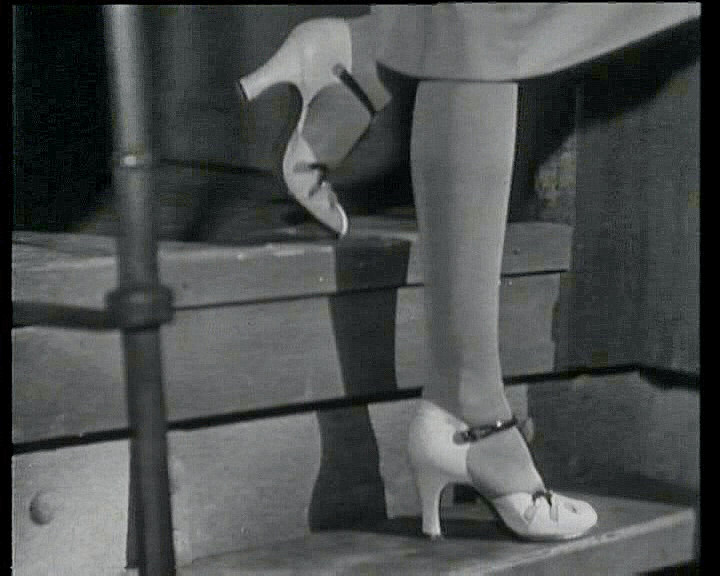
«Новая продукция» обувщика Гурова
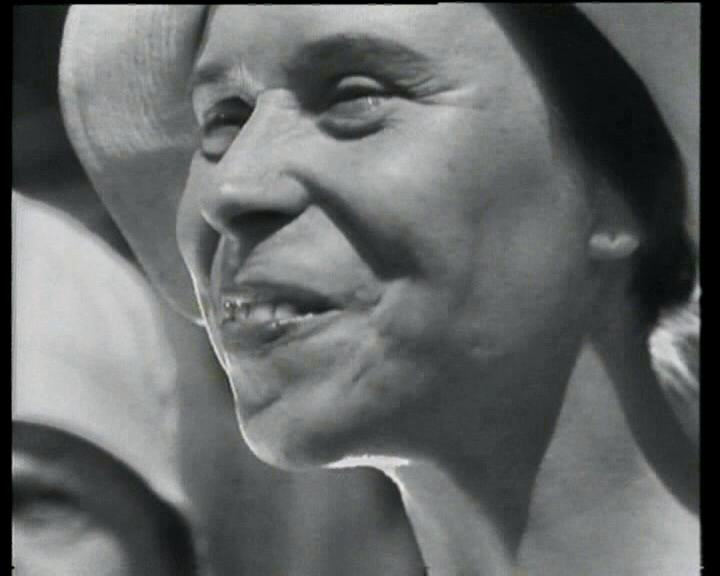
Подруга жены Гурова Мария Саввишна
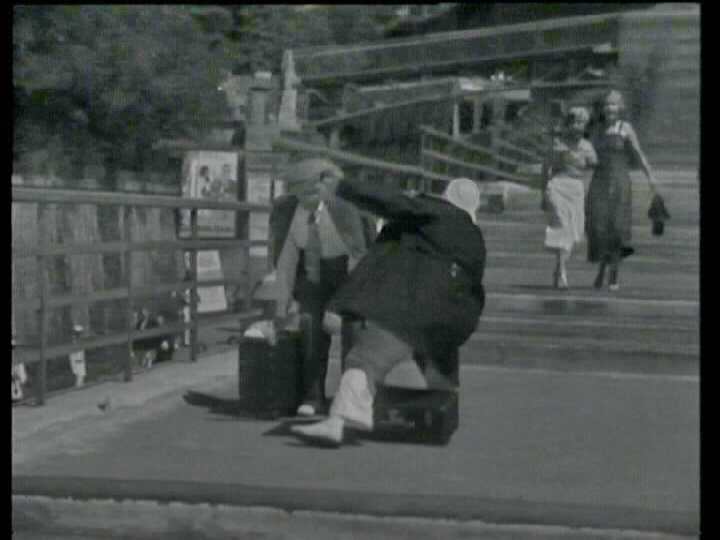
Фёдоров, Гуров и девушки в Ессентуках
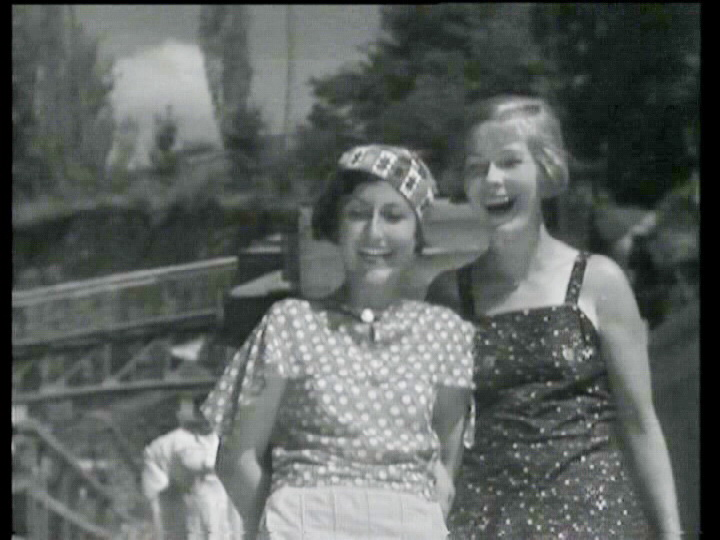
Девушки в Ессентуках
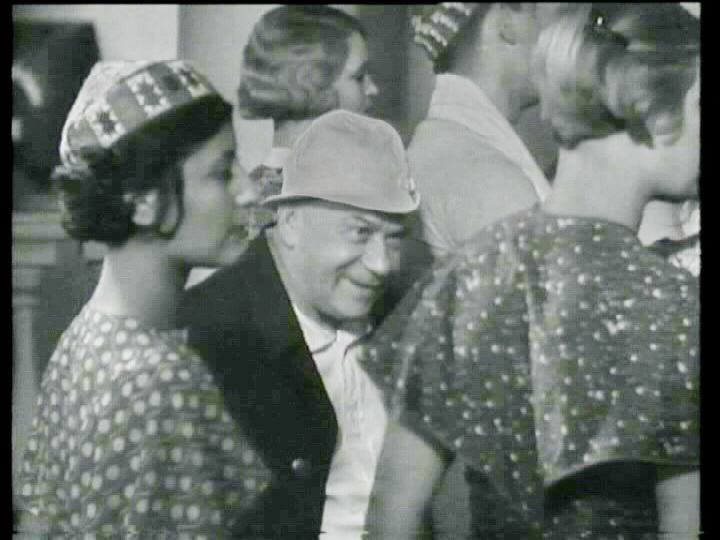
Гуров и девушки на почте
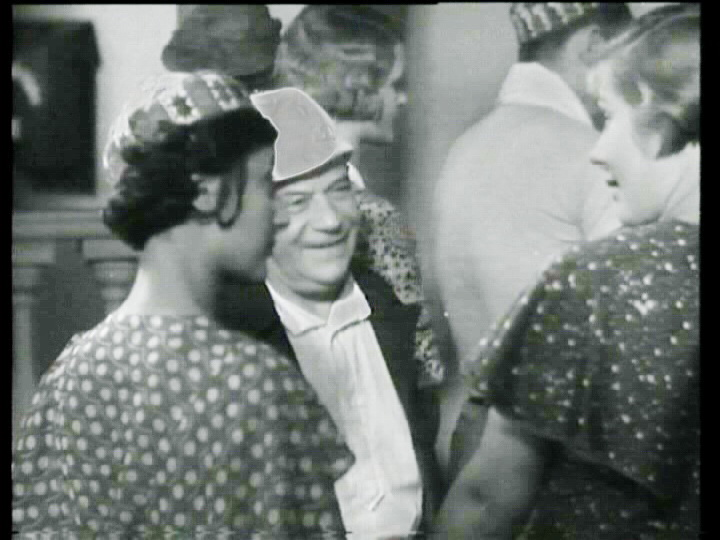
Завязалась беседа
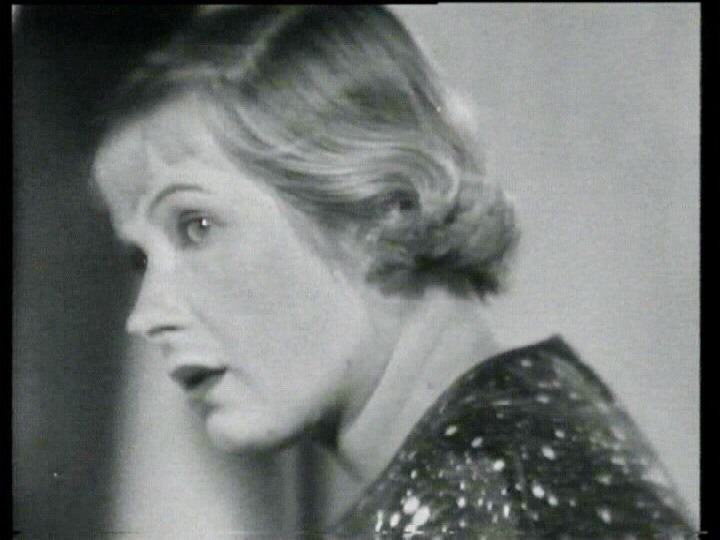
Мария Зверькова
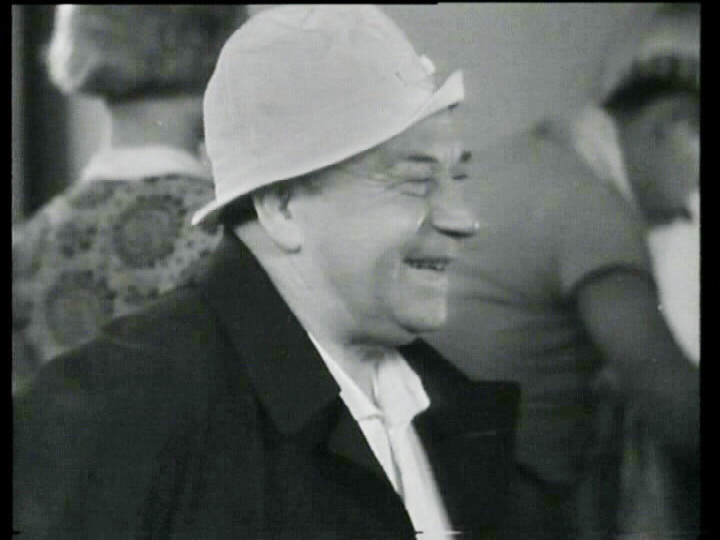
Гуров
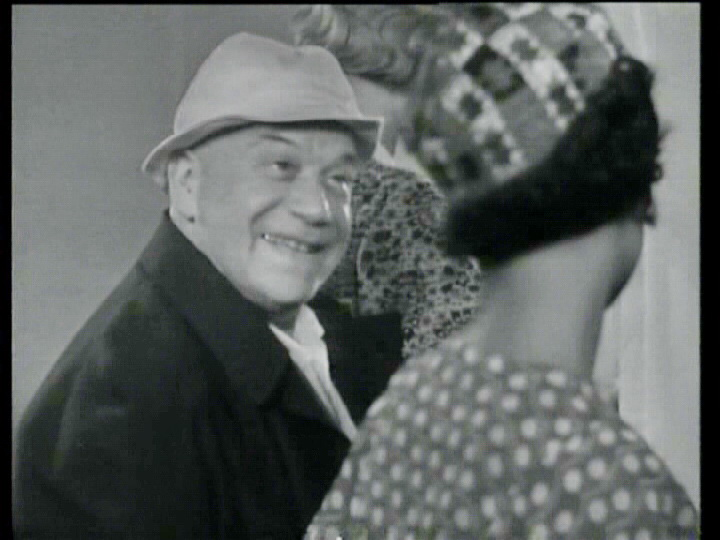
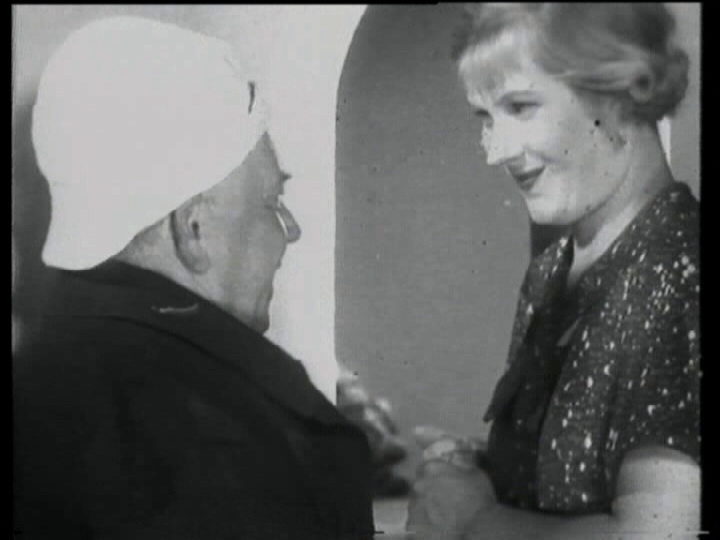
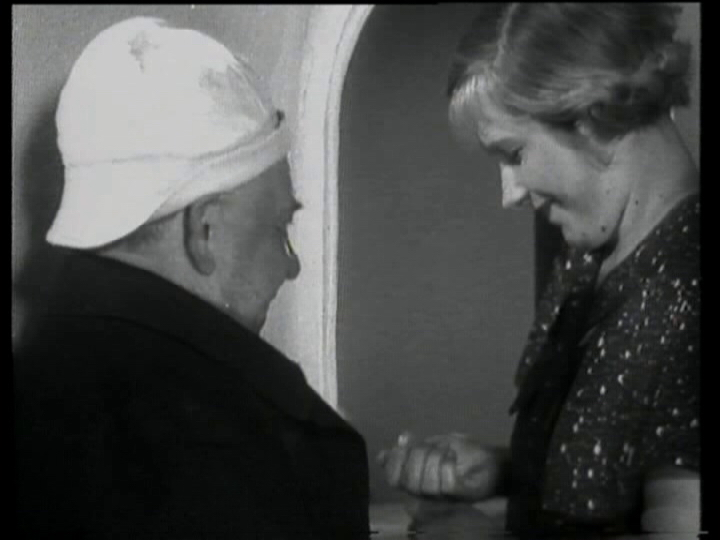